# Episodi di The Lost World (seconda stagione)
La seconda stagione della serie televisiva The Lost World è stata trasmessa in Canada dal 7 ottobre 2000 al 26 maggio 2001 in syndication.
In Italia la stagione è andata in onda in prima visione assoluta dal 18 aprile al 12 maggio 2011 su Rai 4.
| nº | Titolo originale   | Titolo italiano           | Prima TV Canada  | Prima TV Italia |
| -- | ------------------ | ------------------------- | ---------------- | --------------- |
| 1  | All or Nothing     | Tutto o niente            | 7 ottobre 2000   | 18 aprile 2011  |
| 2  | Amazons            | Amazzoni                  | 14 ottobre 2000  | 19 aprile 2011  |
| 3  | Tourist Season     | Turisti dal futuro        | 21 ottobre 2000  | 20 aprile 2011  |
| 4  | Stone Cold         | Freddo come la pietra     | 28 ottobre 2000  | 21 aprile 2011  |
| 5  | Divine Right       | Diritto divino            | 4 novembre 2000  | 22 aprile 2011  |
| 6  | Skin Deep          | La grotta lucente         | 11 novembre 2000 | 23 aprile 2011  |
| 7  | London Calling     | Il richiamo di Londra     | 18 novembre 2000 | 25 aprile 2011  |
| 8  | The Prisoner       | Il prigioniero            | 25 novembre 2000 | 26 aprile 2011  |
| 9  | The Games          | L'arena della libertà     | 20 gennaio 2001  | 27 aprile 2011  |
| 10 | The Source         | Il potere dell'acqua      | 27 gennaio 2001  | 28 aprile 2011  |
| 11 | Trophies           | Il trofeo                 | 3 febbraio 2001  | 29 aprile 2011  |
| 12 | Voodoo Queen       | La regina del vudù        | 10 febbraio 2001 | 30 aprile 2011  |
| 13 | The Guardian       | La guardiana              | 17 febbraio 2001 | 2 maggio 2011   |
| 14 | Under Pressure     | Sotto pressione           | 24 febbraio 2001 | 3 maggio 2011   |
| 15 | The Outlaw         | La fuorilegge             | 3 marzo 2001     | 4 maggio 2011   |
| 16 | Quality of Mercy   | Il prezzo della libertà   | 10 marzo 2001    | 5 maggio 2011   |
| 17 | Mark of the Beast  | Istinto animale           | 21 aprile 2001   | 6 maggio 2011   |
| 18 | Survivors          | Sopravvissuti             | 28 aprile 2001   | 7 maggio 2011   |
| 19 | The Pirate's Curse | La maledizione del pirata | 5 maggio 2001    | 9 maggio 2011   |
| 20 | The Visitor        | Il visitatore             | 12 maggio 2001   | 10 maggio 2011  |
| 21 | A Man of Vision    | L'uomo delle visioni      | 19 maggio 2001   | 11 maggio 2011  |
| 22 | Into the Fire      | Una speranza              | 26 maggio 2001   | 12 maggio 2011  |